# Peribulbitermes
Peribulbitermes es un género de termitas  perteneciente a la familia Termitidae que tiene las siguientes especies:

## Especies
1. Peribulbitermes dinghuensis
2. Peribulbitermes jinghongensis
3. Peribulbitermes parafulvus